# NZ Meat Workers and Related Trades Union
Die NZ Meat Workers and Related Trades Union (NZMWU) ist eine Gewerkschaft für Beschäftigte der Fleischindustrie in Neuseeland.

## Geschichte
Vor 1912 gab es verschiedene kleine gewerkschaftliche Organisationen für die Schlachter, wie z. B. die Canterbury Slaughtermen, die sich 1901 gebildet hatte. 1912 kamen dann Vertreter aus den verschiedenen Regionen, wie Canterbury, Gisborne, Hawke’s Bay, Manawatū-Whanganui, Marlborough, Otago, Southland, [[Canterbury (Region)|South Canterbury]] und Westfield einer Vorstadt von Auckland zusammen, um die New Zealand Freezing Works and Allied Trades Federation als nationale Organisation zu gründen und unter ihr die vielen kleinen Organisationen zu vereinen. In Folge versuchte man weitere Organisationen im Bereich der Fleischverarbeitung für die zentrale Organisation der Gewerkschaft zu gewinnen. Während der großen Arbeitslosigkeit in der Great Depression der 1930er Jahre, verlor die Gewerkschaft dann Mitglieder und wäre fast zugrunde gegangen. Doch als die erste Labour Regierung 1935 das Gesetz über die Bildung von Gewerkschaft reformierte, gab es der Gewerkschaftsbewegung einen Aufschwung und rettete somit auch die New Zealand Freezing Works and Allied Trades Federation.
1963 stimmten die Mitglieder der Einzelgewerkschaften der New Zealand Freezing Works and Allied Trades Federation für die Bildung der NZ Meat Workers and Related Trades Union (NZMWU) als Nachfolgeorganisation. Doch der dafür zuständige Registrator verweigerte die Eintragung nach nationalem Recht. In einer weiteren Urabstimmung im Jahr 1970 wurde der Beschluss dann mit einer überwältigen Mehrheit erneuert und so konnte die Gewerkschaft am 1. Februar 1971 offiziell eingetragen werden und ihre Arbeit aufnehmen. Lediglich die Auckland Freezing Workers Union und die Shed Union in der Nähe von Hastings schlossen sich nicht an. In den 1990er Jahren wurde auf der Nordinsel noch die North Island Union gegründet und erst am 1. Oktober 2005 fand man zusammen, um unter der New Zealand Meat Workers and Related Trades Union eine einheitliche, für ganz Neuseeland zuständige Gewerkschaft für die Berufszweige der Fleischindustrie zu bilden.
Stand 2025 zählt die Gewerkschaft rund 17.000 Mitglieder, die an 75 verschiedenen Standorten beschäftigt sind.